# Neufeld
Neufeld là một đô thị thuộc huyện Dithmarschen, trong bang Schleswig-Holstein, Đức. Đô thị Neufeld có diện tích 10,4 km².